# ألفونسو تافت
ألفونسو تافت (بالإنجليزية: Alphonso Taft)‏ (5 نوفمبر 1810 - 21 مايو 1891) هو فقيه قانوني ودبلوماسي وسياسي أمريكي، وكان النائب العام ووزير الحرب في زمن الرئيس يوليسيس جرانت. وكان أيضا رب سلالة تافت السياسية الأمريكية، وهو والد الرئيس ورئيس المحكمة العليا وليام هوارد تافت.
وبوصفه وزير الحرب، قام تافت بإصلاح إدارة الحرب من خلال السماح للقادة في الحصون الهندية باختيار من يمكنه إنشاء وإدارة المراكز العسكرية. وأثناء عمله كنائب عام، رأى أنه لا يجوز حرمان الأمريكيين السود من حق التصويت عن طريق الترهيب والعنف. وقام النائب العام تافت بوضع مشروع قانون إلى الكونغرس ووقع عليه الرئيس غرانت، والذي أنشأ لجنة الانتخابات التي حلت مشكلة انتخابات هايز وتيلدن المثيرة للجدل.
تم تعيين تافت وزيرا للنمسا والمجر من قبل تشيستر آرثر في عام 1882. خدم في المنصب حتى 4 يوليو 1884، ثم نقله الرئيس آرثر إلى روسيا في سفارة أمريكا في سانت بطرسبرغ وخدم في منصبه حتى أغسطس 1885. اكتسب تافت سمعة بخدمته في المناصب السياسية بنزاهة.

## بدايات حياته
ولد ألفونسو تافت في تاونزند، فيرمونت في 5 نوفمبر 1810، وهو الطفل الوحيد لبيتر روسون تافت من عائلة تافت القوية وسيلفيا هوارد.  وهو ينحدر من نسل روبرت تافت الأب الذي هاجر إلى أمريكا من مقاطعة لاوث في أيرلندا. كانت والدته سيلفيا إما من أصل اسكتلندي أو أيرلندي.  في حين أن عائلة تافت كانت ذات حظ في في الأملاك والتعليم، إلا أنها لم تكن تعتبر ثرية.  التحق تافت بالمدارس المحلية حتى سن السادسة عشرة. ثم قام بالتدريس في المدارس ليجني ما يكفي من المال لدخول أكاديمية امهيرست.  دخل تافت كلية ييل في عام 1829 وتخرج بعد أربع سنوات في عام 1833. ساعد تافت في إنشاء جماعة سرية معروفة باسم «الجمجمة والعظام» في عام 1832 مع وليام هنتنغتون راسل.
عاد تافت للتدريس في إلينغتون، كونيتيكت بعد تخرجه ليجني المال، وذلك من عام 1835 إلى 1837.  درس الحقوق بعد ذلك في كلية ييل للحقوق، وتم قبوله في نقابة المحامين في ولاية كونيتيكت في عام 1838. وكان يقدم دروسا خاصة أثناء دراسته للقانون. لم تكن لدى تافت رغبة في البقاء في نيو إنجلاند. لم يرغب تافت بممارسة القانون في نيويورك لأنه كان يعتقد أن الناس هناك أفسدتهم الثروة.  في عام 1839، هاجر إلى سينسيناتي حيث كان عضوًا في مجلس مدينة سينسيناتي وأصبح أحد أكثر مواطني أوهايو نفوذاً. وكان عضوا في مجالس أمناء جامعة سينسيناتي وكلية ييل.

## وصلات خارجية
- ألفونسو تافت على موقع إن إن دي بي (الإنجليزية)